# Aeroportul Abbaye
Aeroportul Abbaye (IATA: BGH, ICAO: GQNE) este un aeroport din Regiunea Brakna, Mauritania ce deservește zona Bogué.
Situat la o altitudine de 18 m, aeroportul dispune de o singură pistă.